# Jan Novák (házenkář)
Jan Novák (* 5. dubna 1960 Gottwaldov, Československo) je bývalý československý házenkář. Po skončení aktivní kariéry působil jako trenér.
S týmem Československa hrál na letních olympijských hrách v Soulu v roce 1988, kde tým skončil na 6. místě. Nastoupil v 6 utkáních a dal 15 gólů. Na klubové úrovni hrál v letech 1981-1990 za Duklu Praha, se kterou v roce 1984 vyhrál Pohár mistrů evropských zemí. Dále hrál i za TJ Gottwaldov a německý TV Vallendar. Za reprezentaci Československa nastoupil ve 155 utkáních. V roce 1989 byl vyhlášen nejlepším házenkářem Československa.